# Riesenblättriges Pfeilblatt
Das Riesenblättrige Pfeilblatt (Alocasia macrorrhizos), auch Riesen-Taro oder Alokasie genannt, ist eine Pflanzenart in der Gattung der Pfeilblätter (Alocasia) aus der Familie der Aronstabgewächse (Araceae). In spanischsprachigen Ländern (z. B. Kuba, dort aber Malanga morada für Xanthosoma violaceum Schott) wird diese Art Malanga genannt.

## Beschreibung

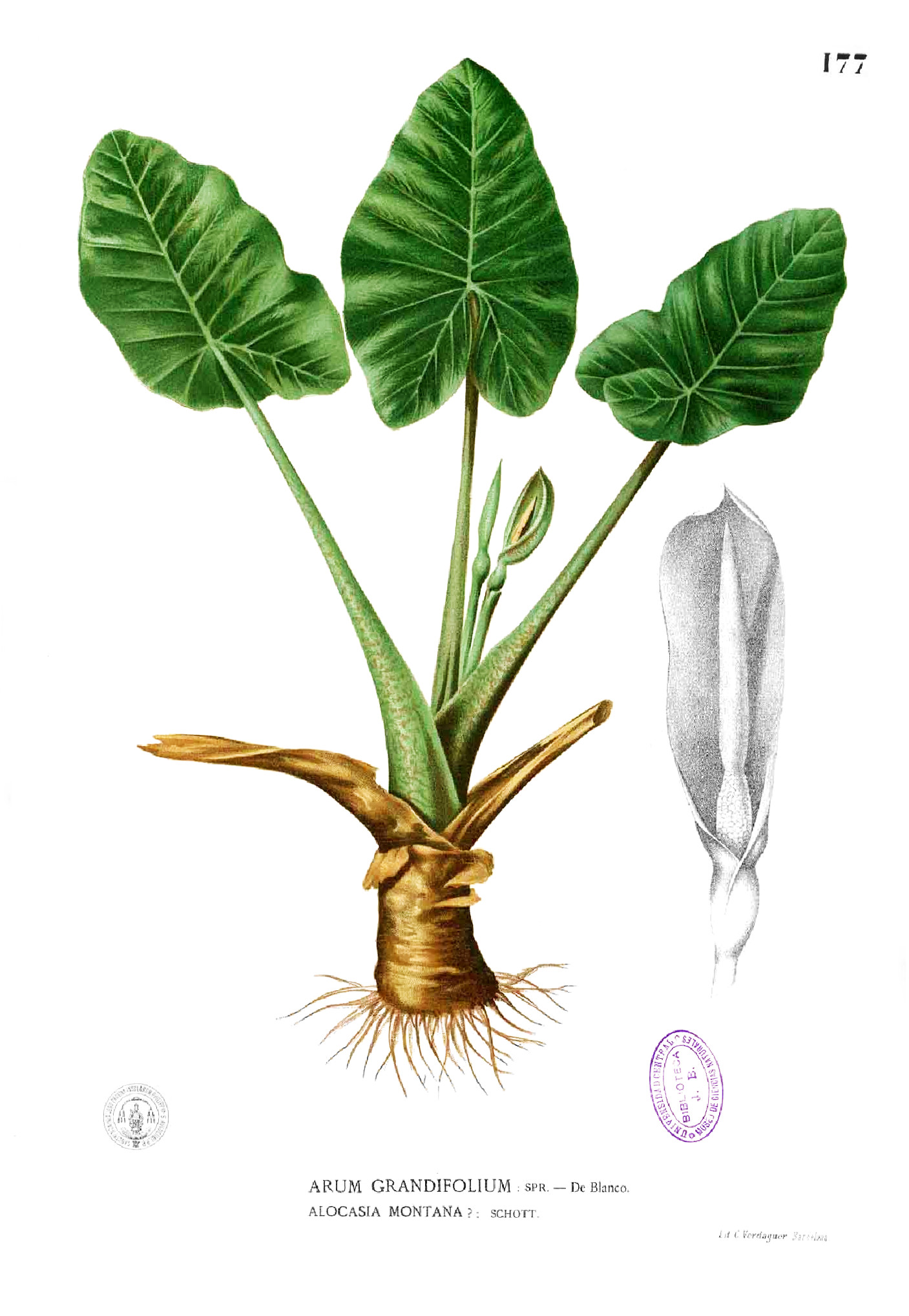
Illustration

### Erscheinungsbild und Laubblatt
Das Riesenblättrige Pfeilblatt ist eine große, massive, immergrüne, ausdauernde krautige Pflanze, die Wuchshöhen von bis zu 4 Meter erreicht. Sie enthält einen etwas weißen Milchsaft. Die Rhizome sind aufrecht. Sie bildet einen aufrechten, dicken Stängel, der bis zu 1,5 Meter lang wird.
Es stehen immer mehrere wechselständige Laubblätter zusammen, anfangs grundständig und bei älteren Pflanzen am Ende des Stängels. Die Laubblätter sind in Blattscheide, Blattstiel und Blattspreite gegliedert. Vom bis zu 1,3 Meter langen Blattstiel ist das untere Drittel bis die Hälfte die Blattscheide. Die mehr oder weniger aufrechte, einfache Blattspreite ist mit einer Länge von 1,2 Meter und einer Breite von 0,5 Meter eiförmig-pfeilförmig, stumpf dreieckig. Laubblätter an jungen Pflanzen können schwach schildförmig (peltat) sein. Der Blattrand ist glatt bis leicht wellig. Auf jeder Seite des Hauptnerves befinden sich etwa neun Seitennerven erster Ordnung.

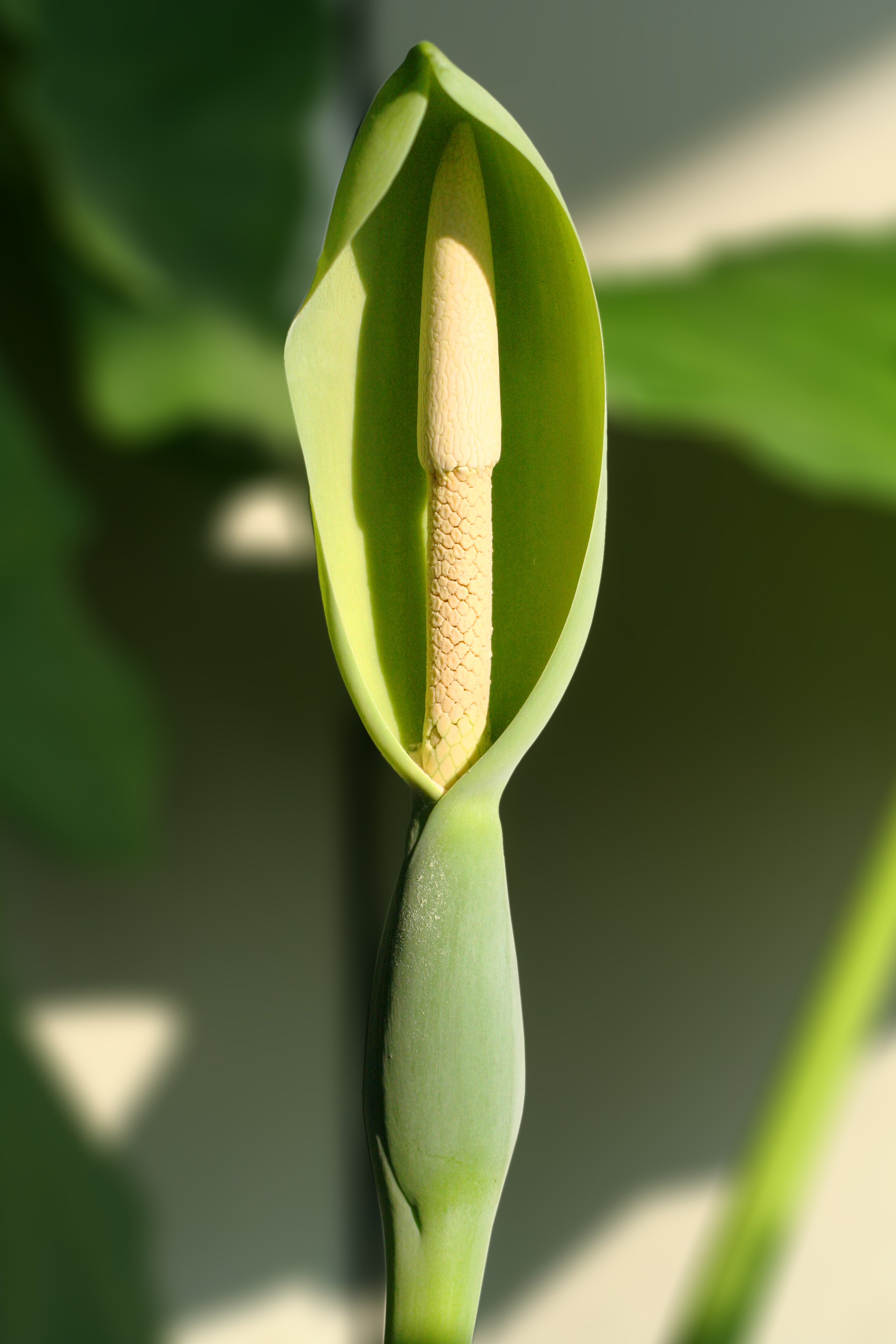
Blütenstand

### Blütenstand und Blüte
Das Riesenblättrige Pfeilblatt ist einhäusig getrenntgeschlechtig (monözisch). In den Blattachseln werden über häutigen Cataphyllen meist jeweils zwei Blütenstände gebildet. Es ist ein anfangs die Cataphylle kaum überragender, später sich verlängernder unbeblätterter Blütenstandsschaft vorhanden.
Wie bei den Aronstabgewächsen üblich besteht der Blütenstand aus einem einzigen Hochblatt (Spatha) und dem Kolben (Spadix). Die 13 bis 35 cm lange Spatha ist von ihrer Basis aus bis Einsechstel ihrer Länge verengt. Der untere Bereich der Spatha ist grün und eiförmig. Der obere Bereich der hellgelben, mit einer Länge von 10,5 bis 29 cm breit länglich-lanzettlichen Spatha ist nach dem Öffnen haubenförmig und biegt sich beim Verblühen und Welken zurück. Der Spadix ist etwas kürzer als die Spatha. Die weibliche Zone ist mit einer Länge von 1 bis 2 cm und einem Durchmesser von etwa 1,5 cm konisch-zylindrisch. Der hellgrüne Stempel besitzt einen Durchmesser von etwa 3 mm. Die sitzende Narbe ist gelb und drei bis fünflappig. Die sterile Zone besitzt etwa die gleichen Maße wie die weibliche Zone und ist weiß. Die rhombisch-hexagonalen Synandroden besitzen einen Durchmesser von etwa 2,5 mm. Die männliche Zone ist weißlich und mit einer Länge von 3 bis 7 cm sowie einem Durchmesser von etwa 2 cm zylindrisch. Die männlichen Blüten sind fünf- bis neunzählig und bei einem Durchmesser von etwa 2 mm rhombisch-hexagonal mit einer konvexen Spitze. Die mindestens die Hälfte der Länge der Spadix obere blütenlose Zone ist gelblich und läuft langsam spitz aus.

### Fruchtstand und Frucht
Während der Fruchtreife ist die Spatha grün und mit einer Länge von etwa 8 cm länglich-ellipsoid. Die mit einer Länge von etwa 12 mm und einem Durchmesser von etwa 8 mm ellipsoiden Beeren färben sich bei Reife scharlachrot.

### Chromosomenzahl
Die Chromosomenzahl beträgt 2n = 28.

## Ökologie
Raupen der Schmetterlingsart Cruria donowani (Lepidoptera: Agaristidae) fressen am Riesenblättrigen Pfeilblatt.

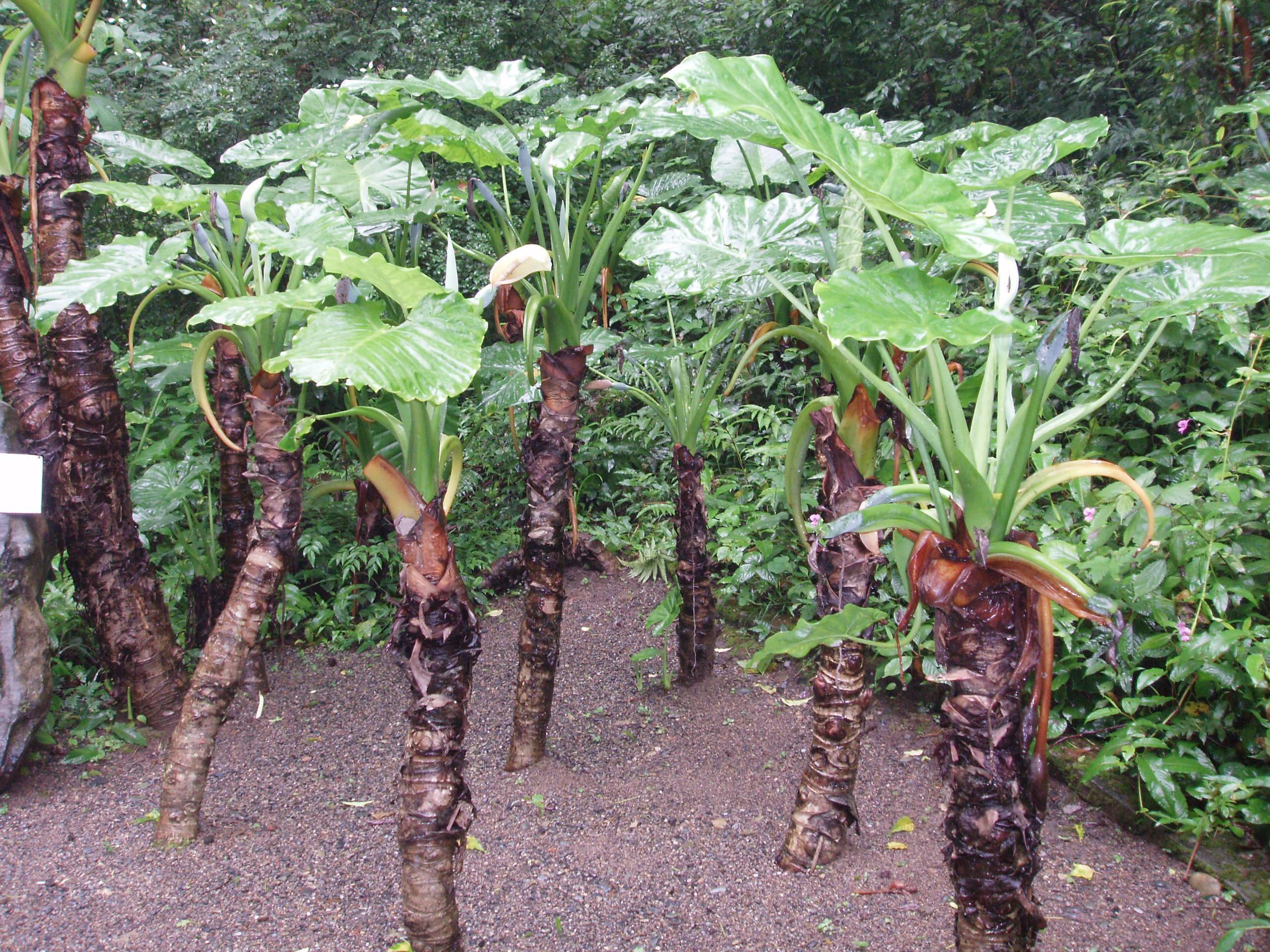
Habitus, Laubblätter und Blütenstände

## Nutzung
Das Riesenblättrige Pfeilblatt wird als Nahrungsmittel genutzt. Es werden vorwiegend die stärkehaltigen Rhizome und oberirdische Teile der Sprossachsen genutzt. Die Rhizome werden wie Kartoffeln gekocht. Sie enthalten viele Mineralien, Vitamin A, B und C. Pflanzenteile können nur gekocht gegessen werden, denn ungegart werden Mund und Speiseröhre sehr stark gereizt.
Der Pflanzensaft soll, äußerlich angewendet, ein wirksames Gegenmittel gegen die sehr schmerzhaften Schwellungen sein, die durch den Kontakt mit dem im pazifischen Raum vorkommenden baumförmigen Brennnesselgewächs (Urticaceae) Dendrocnide gigas entstehen können.
Gelegentlich wird das Riesenblättrige Pfeilblatt auch als Zierpflanze in tropischen Gärten und als Zimmerpflanze verwendet.

## Verbreitung
Die ursprüngliche Heimat von Alocasia macrorrhizos kann nicht mit Bestimmtheit nachgewiesen werden; es könnten Indonesien, Malaysia, die Philippinen, die Salomonen, Neuguinea oder Queensland sein. Als wichtige Nahrungspflanze wurde sie schon in prähistorischer Zeit in weiten Teilen des tropischen Asien verbreitet. Heute ist das Riesenblättrige Pfeilblatt mit Sorten in tropischen Gebieten der ganzen Welt verbreitet, als Kulturpflanze und verwildert. Es bevorzugt feuchte Standorte.

## Systematik

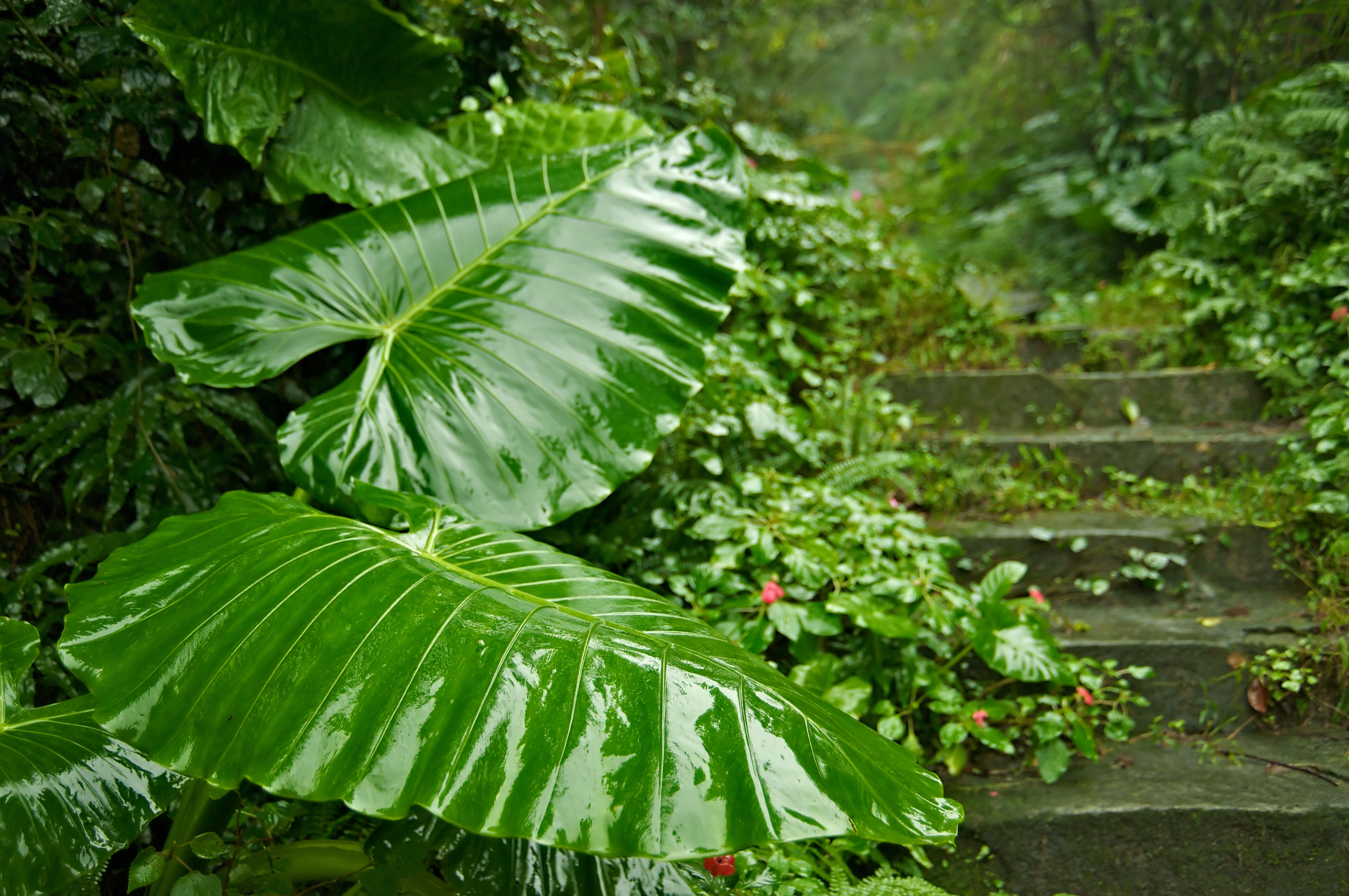
Laubblätter

Die Erstveröffentlichung des Riesenblättrigen Pfeilblattes erfolgte bereits 1753 durch Carl von Linné in Species plantarum, 2, S. 965 unter dem Namen Arum macrorrhizon. Den heute gültigen Namen Alocasia macrorrhizos erhielt sie 1839 durch George Don junior in Robert Sweet: Hortus Britannicus, 3. Auflage, S. 631 veröffentlicht.
Es sind viele Synonyme für Alocasia macrorrhizos (L.) G.Don bekannt: Arum macrorrhizon L., Alocasia cordifolia (Bory) Cordemoy, Alocasia grandis N.E.Brown 1886 non Clémenceau 1868, Alocasia indica (Lour.) Spach, Alocasia indica var. diversifolia Engler, Alocasia indica var. heterophylla Engler, Alocasia indica var. metallica (Schott) Schott, Alocasia indica var. rubra (Hassk.) Engl., Alocasia indica var. variegata (K.Koch & C.D.Bouché) Engl., Alocasia marginata N.E.Brown, Alocasia metallica Schott, Alocasia pallida K.Koch & C.D.Bouché, Alocasia plumbea (K.Koch) Van Houtte, Alocasia uhinkii Engl. & K.Krause, Alocasia variegata K.Koch & C.D.Bouché, Arum cordifolium Bory, Arum indicum Lour., Arum mucronatum Lam., Arum peregrinum L., Caladium indicum (Lour.) K.Koch, Caladium macrorrhizon (L.) R.Br., Caladium metallicum (Schott) Engl., Caladium odoratum Loddiges 1820 non Ker Gawler 1822, Caladium plumbeum K.Koch, Calla badian Blanco, Calla maxima Blanco, Colocasia boryi Kunth, Colocasia indica (Lour.) Kunth, Colocasia indica var. rubra Hassk., Colocasia macrorrhizos (L.) Schott, Colocasia mucronata (Lam.) Kunth, Colocasia peregrina (L.) Raf., Colocasia rapiformis Kunth, Philodendron peregrinum (L.) Kunth, Philodendron punctatum Kunth.